# KZ-Außenlager Hambühren

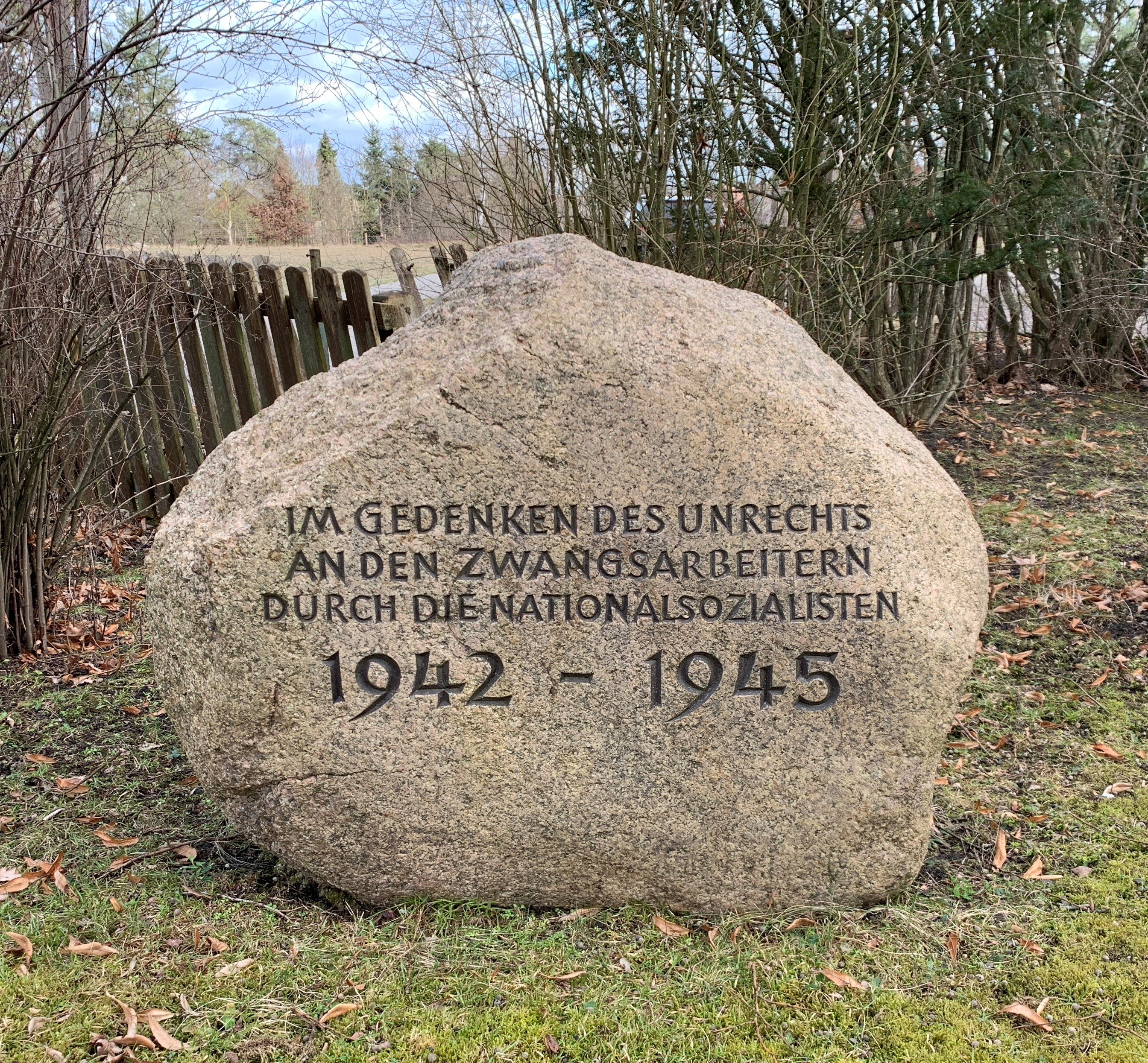
Gedenkstein an der Oldauer Straße in Ovelgönne

Das KZ-Außenlager Hambühren, das auch den Namen Hambühren-Ovelgönne oder Lager III Waldeslust trug, war ein Außenlager des Konzentrationslagers Bergen-Belsen. Es befand sich in Ovelgönne, heute ein Ortsteil von Hambühren im Land Niedersachsen und entstand im Umfeld der Lufthauptmunitionsanstalt 1/XI Hambühren. Diese war ab 1939 auf dem Gelände des bereits 1925 stillgelegten Kalibergwerks „Prinz Adalbert“ errichtet worden.

## Historie des Lagers
Das Außenkommando Bergen-Belsen, Lager „Waldeslust“, war eines von insgesamt sieben Arbeiterlagern in Ovelgönne und drei weiteren im Hambühren, die alle unmittelbar der Munitionsanstalt zugeordnet waren. Es befand sich etwas nördlich des Schachtes „Prinz Adalbert“ am heutigen Wiesenweg.
Das Lager bestand ab Kriegsbeginn und wurde anfangs von niederländischen Arbeitskräften, ab 1942 von russischen Zivilarbeitern genutzt. Im August 1944 wurde dort das Außenkommando des KZ Bergen-Belsen, unter der Leitung des 1946 verurteilten und hingerichteten SS-Oberscharführers Karl Heinrich Reddehase, eingerichtet. Mit einem ersten Transport am 23. August 1944 kamen 400 jüdische Polinnen über Belsen nach Ovelgönne. Sie gehörten zu einem Transport von 1400 polnischen Frauen aus Auschwitz. Die übrigen 1000 Frauen wurden in das Stammlager Bergen-Belsen beziehungsweise in dessen Außenlager Unterlüß gebracht.
Die Zwangsarbeiterinnen mussten in Stollen frei gesprengtes Kalisalz in Loren verladen. Die Gänge sollten dazu dienen, eine unterirdische Flugzeugindustrie zu ermöglichen, konkret handelte es sich um die Produktlinien der Bremer Flugzeugwerke Focke-Wulf (Flugzeugmodelle Fw 190, Ta 152 und Ta 154), um diese vor Luftangriffen zu schützen. Sämtliche Arbeiten der Lagerinsassen wurden in Nachtschichten durchgeführt, damit andere unterirdische Arbeiten nicht behindert wurden. Außerdem zwang man die Zwangsarbeiterinnen, Baracken zu bauen, Kabel und Rohre zu verlegen, sowie im Gleisbau für die Firma Hochtief schwere körperliche Arbeit zu leisten.
Am 4. Februar 1945 wurde das Lager aufgelöst und die Zwangsarbeiterinnen in das Stammlager Bergen-Belsen verlegt.

## Gedenken
Auf den Tag genau 71 Jahre nach der Auflösung des Lagers, organisierte die Tochter einer der inhaftierten Zwangsarbeiterinnen, Esther Brunstein, einen Gedenkmarsch. Der Marsch begann am Donnerstag, den 4. Februar 2016 am Standort des Außenlagers „Waldeslust“ in Ovelgönne und endete am Freitag, den 5. Februar 2016 am Tor des Stammlagers Bergen-Belsen. Zehn kurze Unterbrechungen gab es auf dem Weg nach Belsen. Jeder Halt war mit einem Titel versehen worden, u. a. Spuren, Gerechtigkeit, Sklaverei, Gleichgültigkeit, Hoffnung, Exil.
Am Gedenkstein für die Opfer der Todesmärsche in Winsen (Aller) begrüßten der Bürgermeister von Winsen Dirk Oelmann und Ratsherr Julius Krizsan die Teilnehmer. Am Nachmittag des 5. Februar endete der Marsch am Haupttor in Bergen-Belsen, exakt wie vor 71 Jahren.
Kurze Zeit nach dem Gedenkmarsch kam die Frage des Erinnerns auf. Ovelgönnes Heimatpflegerin Irmlinde Florian regte eine Erinnerungstafel an. Der Chef der Gärtnerei, die im Dezember 1959 das Grundstück erworben hatte, befürwortete eine würdige Form des Erinnerns. Der Bürgermeister Hambührens Thomas Herbst kündigte an, das Thema im Gemeinderat anzusprechen.

## Örtlichkeit heute

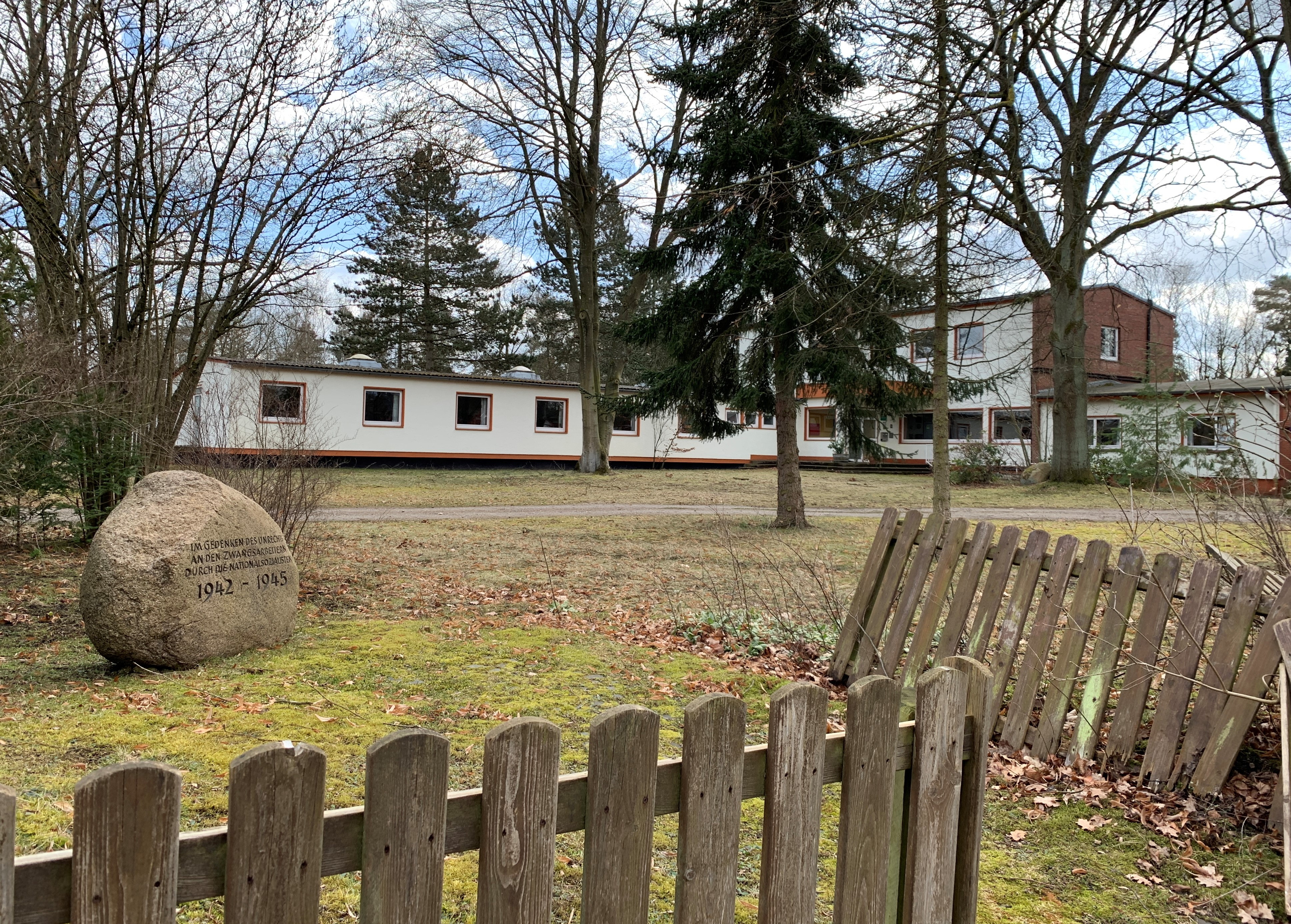
Gebäude des ehemaligen Schullandheims in Hambühren-Ovelgönne

Auf dem Gelände des Außenlagers I, das sich östlich des heutigen Wiesenwegs – in Höhe der Einmündung des Ostlandrings befand, entstanden Einfamilienhäuser und der Parkplatz einer angrenzenden Gärtnerei. Am Ostlandring in Ovelgönne steht heute nur noch ein einziges von den Nazis errichtetes Haus, das Lager-WC. Es stand zentral zwischen den beiden Unterkunftsbaracken. Vom Lager II stehen an der Oldauer Straße noch das Gebäude des ehemaligen Schullandheims der Humboldtschule Hannover und eine Baracke, die heute dem DRK als Vereinsheim dient.